# Thực liệu

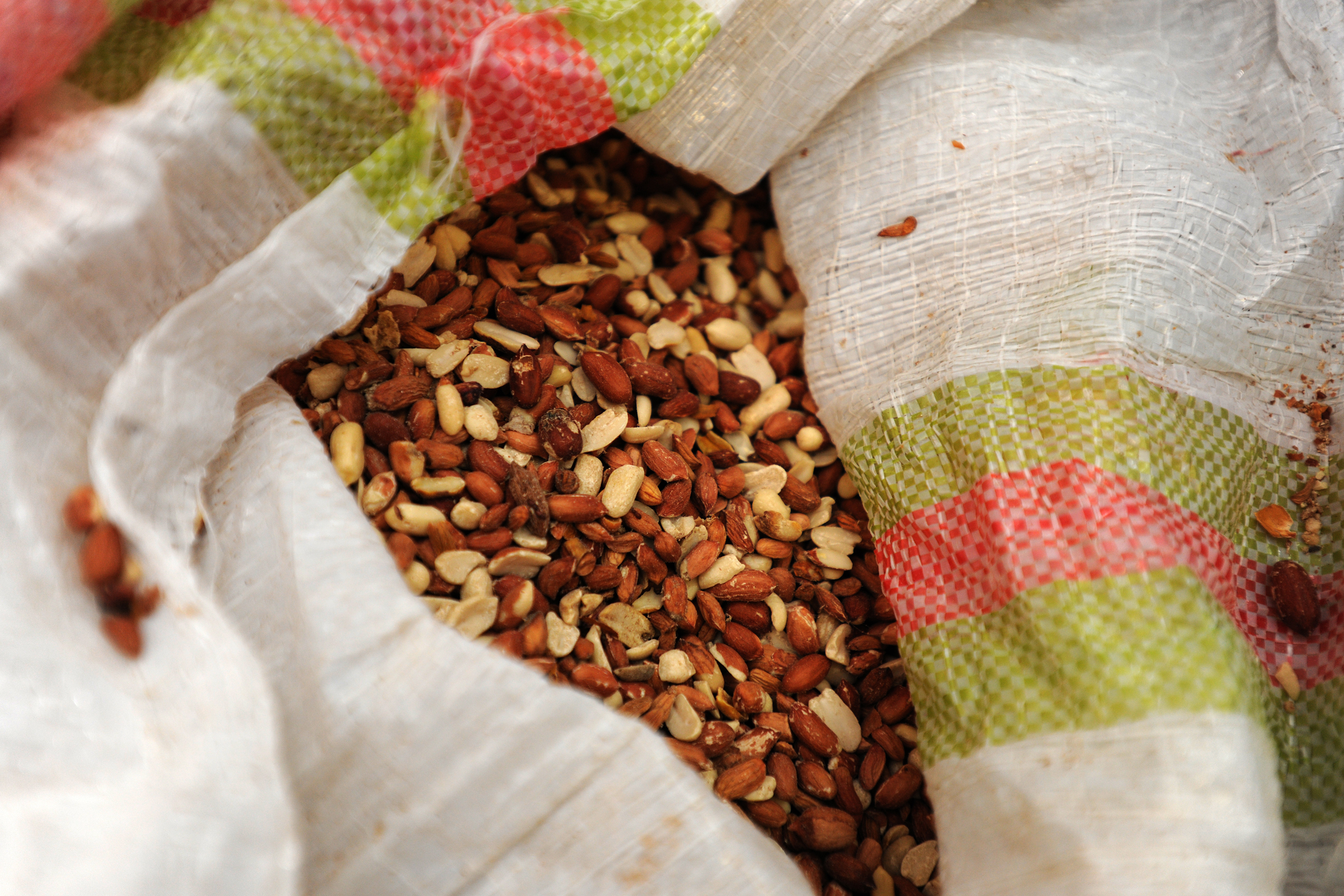
Các thực phẩm thực liệu

Thực liệu (chữ Hán: 食疗/Shíliáo) hay Liệu pháp ẩm thực (Food therapy) còn được gọi là liệu pháp dinh dưỡng (Nutrition therapy) và Liệu pháp ăn kiêng (Dietary therapy) là một phương thức ăn kiêng bắt nguồn từ tín ngưỡng Trung Hoa liên quan đến tác động của thực phẩm đối với cơ thể con người và tập trung vào các khái niệm như ăn uống theo mùa và ăn uống điều độ. Những nguyên lý cơ bản của nó là sự kết hợp giữa Đạo giáo Vũ trụ và lý thuyết tám nguyên lý là những khái niệm được rút ra từ cách thể hiện hiện đại của y học cổ truyền Trung Quốc. Thực phẩm phù hợp với chế độ này được gọi là Dược thiện (药膳/yaoshan). Thực liệu là một lĩnh vực nghiên cứu công năng, phối ngũ, chế biến các loại thực phẩm và phương pháp ăn uống bằng lý luận y học cổ truyền nhằm duy trì sức khỏe, phòng ngừa và hỗ trợ điều trị bệnh tật. Liệu pháp ẩm thực từ lâu đã là một phương pháp tiếp cận sức khỏe phổ biến trong cộng đồng người Trung Quốc cả ở Trung Quốc và hải ngoại, và đã được phổ biến rộng rãi đến độc giả phương Tây vào những năm 1990 với việc xuất bản các cuốn sách như The Tao of Healthy Eating hướng tới một chế độ ăn lành mạnh và cân bằng.
Nghiên cứu về chế độ ăn uống của y học nói chung đã phát triển mạnh mẽ và đạt được những thành tựu nhất định. Nhiều người ngày càng nhận thức được tầm quan trọng của chế độ ăn uống, tập trung nhiều hơn vào phòng ngừa và chăm sóc sức khỏe ban đầu. Ẩm thực liệu pháp là điều trị hay phòng bệnh bằng phương pháp ăn uống. Dùng thực phẩm, gia vị có tính bổ dưỡng, trị bệnh hay phòng bệnh. Người Việt Nam hay có câu “Y trị không bằng thực trị” để đề cao tầm quan trọng của phương pháp chữa và phòng bệnh bằng thực liệu. Cơ thể cũng thường gặp tình trạng mất cân bằng âm dương, đó là thừa và thiếu trong ăn uống hằng ngày. Thừa các chất đường, đạm, mỡ; độc tố như các chất bảo quản, thực phẩm kém chất lượng, các gốc tự do, thiếu các chất khoáng như canxi, sắt, đồng, magie, kẽm., chất xơ, các vitamin và nhiều nguyên tố vi lượng khác. Ăn phải đủ nhu cầu dinh dưỡng hằng ngày, nghĩa là phải đủ về chất và lượng (không thiếu đạm, không thiếu vitamin và khoáng chất, do đó có những lời khuyên đừng chỉ đạm mà thiếu rau, đừng chỉ rau mà thiếu đạm). Đồng thời không tạo nên sự dư thừa và cũng đừng tạo nên sự thiếu hụt. Tránh kiểu ăn theo kiểu khoái khẩu, ăn uống vô độ, ăn uống nhiều thứ độc hại như rượu bia quá mức, ăn đạm, dầu mỡ quá nhiều mà thiếu rau, chất xơ dẫn đến béo phì và mắc các bệnh lý chuyển hóa.